# Argia garrisoni
Argia garrisoni är en trollsländeart som beskrevs av Daigle 1991. Argia garrisoni ingår i släktet Argia och familjen dammflicksländor. IUCN kategoriserar arten globalt som livskraftig. Inga underarter finns listade i Catalogue of Life.